# Groupama Arena
Groupama Arena er en multiarena i Budapest, Ungarn og hjemsted for Ferencvárosi TC med en kapacitet på 23.698. Groupama Arena er det næststørste stadion i Ungarn efter Ferenc Puskás Stadion. Stadionet ligger hvor Flórián Albert Stadion, klubbens tidligere stadion, lå til det blev revet ned i 2013.

## Historie
Den 10. august 2014 spillede Ferencváros åbningskamp mod Chelsea FC. Det første mål på det nye stadion blev scoret af Ferencváros spiller Zoltán Gera i det 17. minut. Men i anden halvleg scorede Chelsea FCs Ramires (51. minut) og Fàbregas (81. minut), hvilket resulterede i 2-1 nederlag på det nye stadion for hjemmeholdet.